# Неореализам
Неореализам је уметничка струја која се развила у западној Европи и Сједињеним Америчким Државама 50-их година 20. века и која се насупрот апстрактном сликарству залагала за фигуративне елементе. Тиме је хтела да обрађене теме буду доступне широкој публици. Избором тема које су углавном биле политичке и историјске уметници овог правца хтели су да допринесу обнови друштва и културе. Главни представник неореализма био је Ренато Гутузо. Сличне тенденције виде се и у мексичком мурализму. 